# Pseudepipona bidentoides
Pseudepipona bidentoides är en stekelart som beskrevs av Giordani Soika. Pseudepipona bidentoides ingår i släktet Pseudepipona och familjen Eumenidae. Inga underarter finns listade i Catalogue of Life.